# La Creueta (Quart)
|  | Aquest article tracta sobre un barri de Girona i Quart. Vegeu-ne altres significats a «La Creueta». |

La Creueta és una entitat de població dividida entre els municipis de Quart i Girona. Se situa al sud de la ciutat de Girona i al nord del poble de Quart, a la riba esquerra del riu Onyar i al sud-est de Montilivi, un puig de la ciutat de Girona. És un nucli tranquil de cases unifamiliars i adossades format majoritàriament per classe mitjana, amb una activitat econòmica formada per autònoms (Pintors, lampistes, fusters...) i alimentació (llegums cuites), junt amb assalariats de diversos sectors.
La Universitat de Girona va inaugurar el seu parc científic i tecnològic en aquesta entitat de població el 13 de setembre de 2007, que consta de sis edificis diferents. En aquest nucli s'hi troba, per la part del municipi gironí, l'edifici d'habitatges Barceló. Aquest edifici ha estat objecte de controvèrsia des de fa anys, ja que presenten deficiències estructurals des de fa dècades i ni la propietat ni l'Ajuntament de Girona es volen fer càrrec de l'obra, amb el risc que suposa per la gent que els habita.
Aquest nucli de població era travessat per la línia de ferrocarril de via estreta de Sant Feliu de Guíxols a Girona, amb estació pròpia. Entre les activitats econòmiques cal senyalar-hi una farinera, especialment activa fins a la dècada dels anys trenta del Segle XX.
El 2005 tenia 317 habitants a la part de Quart i 219 a la part de Girona.